# Universidade de Santiago
Die Universidade de Santiago (abbreviation: US) ist eine private Universität im Inselstaat Kap Verde. Der Hauptcampus befindet sich in Assomada (subdivision Bolanha) auf der Insel Santiago. Es gibt zwei Satelliten-Campus, einen in Praia (subdivision Prainha) und einen in Tarrafal. Die Universität wurde am 24. November 2008 gegründet. Seit der Eröffnung 2008 wird sie von Rektor Gabriel António Monteiro Fernandes, einem Soziologen, geleitet.
Zum August 2018 bot die Universität 19 (17) Undergraduate-Abschlüsse an und 7 Master-Abschlüsse. Zusätzlich bietet sie auch Ausbildungsgänge wie Multimedia Development, Electromechanics Studies und Solar Power System, und Rural Tourism and Ecology (ländlicher Tourismus und Ökologie).

## Campūs

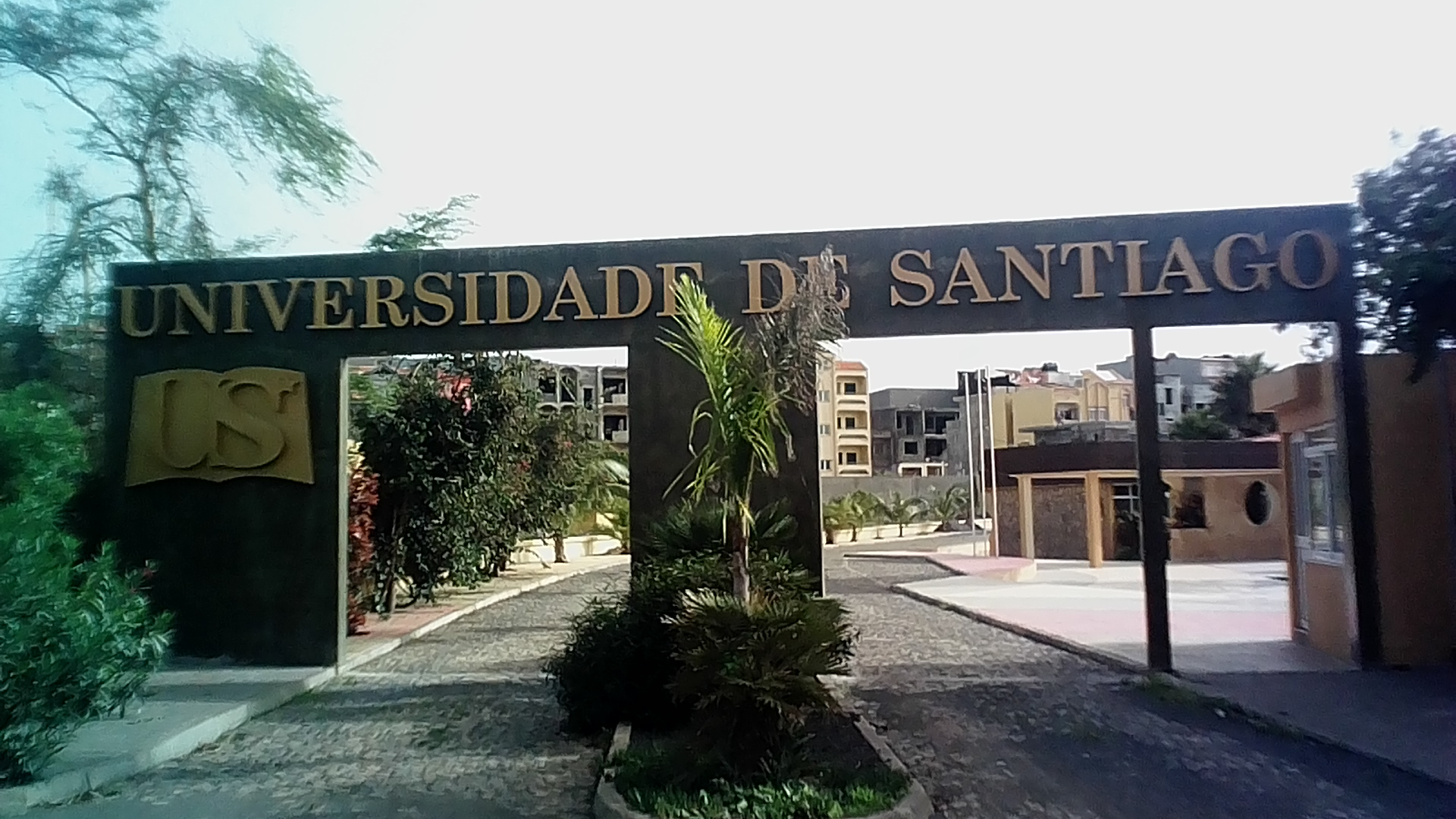
Eingang zum Hauptcampus der Universidade de Santiago in Assomada.

- Assomada: in den ersten zwei Jahren nach der Gründung 2008 befand sich die Universität asn der Adresse Rua 5 de Julho in Assomada. 2010 zog sie an ihren jetzigen Standort in Bolanha, einem Stadtviertel im Osten von Assomada. Der Campus in Assomada beherbergt auch die Verwaltung.[3]
- Praia: 2012 wurde der Praia Campus eröffnet am Seminário São José im Ortsteil Prainha. Dort befindet sich die „Escola Superior de Tecnologias e Gestão“ (ESTG, College fü Technologie und Management).[4]
- Tarrafal: Dieser Campus wurde im Juni 2013 eröffnet und beherbergt die „Escola Superior de Turismo, Negócios e Administração“ (ESTNA, College für Tourismus, Wirtschaft und Verwaltung).[5]

## Kurse
Folgende 4-jährige Kurse (majors) werden angeboten:

### Department für Pädagogik, Philosophie und Literatur (Departamento de Ciências da Educação, Filosofia e Letras)
- Licenciatura em Ciências da Educação (Pädagogik)
- Licenciatura em Jornalismo e Comunicação Empresarial (Journalismus und Herausgeberschaft)
- Licenciatura em Ensino de Ciências Naturais e Matemática (Naturwissenschaften und Mathematik)
- Licenciatura em Ensino de História e Geografia (Geschichte und Geographie)
- Licenciatura em Ensino de Português – Francês (Portugiesisch-Französisch)
- Licenciatura em Ensino de Português – Inglês (Portugiesisch-Englisch)
- Licenciatura em Estudos Franceses (Französisch)
- Licenciatura em Estudos Ingleses (Englisch)
- Licenciatura em Filosofia (Philosophie)

### Department für Gesundheitswissenschaften, Umwelt und Technologie (Departamento de Ciências da Saúde, Ambiente e Tecnologia)
- Licenciatura em Enfermagem (Krankenpflege)
- Licenciatura em Geografia e Ordenamento do Território (Geographie und Raumplanung)
- Licenciatura em Tecnologia da Informação e Comunicação (Kommunikationstechnologie)
- Licenciatura em Nutrição e Qualidade Alimentar (Ernährung und Nahrungsmittelqualität)
- Licenciatura em Informática de Gestão (Informationsmanagement)
- Licenciatura em Engenharia Informática (Informatik-Ingenieurwesen)

### Department für Wirtschaftswissenschaften (Departamento de Ciências Económica e Empresariais)
- Licenciatura em Contabilidade (Rechnungswesen)
- Licenciatura em Economia (Wirtschaft)
- Licenciatura em Gestão de Empresas (Unternehmensmanagement)
- Licenciatura em Marketing e Multimédia (Marketing und Multimedia)
- Licenciatura em Relações Públicas e Comunicação Empresarial (Public Relations und Businesscommunication)
- Licenciatura em Gestão de Recursos Humanos Accounting and finance (Human Resource Management)

### Department für Rechts- und Sozialwissenschaften (Departamento de Ciências Jurídicas e Sociais)
- Licenciatura em Direito (Recht)
- Licenciatura em História (Geschichte)
- Licenciatura em Serviço Social e Políticas Públicas (Social Services und Politik)
- Licenciatura em Sociologia (Soziologie)

## Forschung
2013 wurde das Instituto de Pesquisa e Desenvolvimento (IPED, Research and Development Institute) gegründet um die Entwicklung der Forschung zu verbessern.
Die Universität veröffentlicht die Fachzeitschriften:
- Lantuna – Revista Cabo-verdiana de Educação, Filosofia e Letras. (Lantuna – Capeverdean Review on Education, Philosophy and Letters. – Benannt nach einem traditionellen Musikinstrument der Insel)
- Revista Jurídica da Universidade de Santiago. (Juridical Review of Universidade de Santiago)
- Revista Cabo Verdiana das Ciências Sociais. (Capeverdean Review on Social Sciences)

## Projekte
Weitere Projekte der Universität sind:
- Projecto Grandes Dossiers Cabo Verde (Great Dossiers of Cape Verde)
- Projecto “Nha Skola Nha Kaza”
- Programa Rotas do Arquipélago (Routes of the Archipelago Program)
- Projecto Santiago Solidário (Project Solidarity Santiago)
- Projecto US Comunidades